# Paul Creston
Paul Creston, właśc. Giuseppe Guttoveggio (ur. 10 października 1906 w Nowym Jorku, zm. 24 sierpnia 1985 w San Diego) – amerykański kompozytor, pianista i pedagog pochodzenia włoskiego.

## Życiorys
Zrezygnował ze studiów wyższych, by pomóc materialnie rodzinie. Pracował jako urzędnik bankowy i dopiero po ukończeniu 26. roku życia zdecydował się poświęcić karierze muzycznej. W znacznej mierze pozostał samoukiem. Pobierał prywatnie lekcje gry na fortepianie i organach i zapoznawał się z dziełami mistrzów. W latach 1926–1929 grywał w kinach do niemych filmów. Od 1934 do 1967 roku był organistą w nowojorskim kościele św. Malachiasza. W 1933 roku ukazały się drukiem jego pierwsze kompozycje. W 1938 roku otrzymał stypendium Guggenheima, a w 1941 roku jego I symfonia zdobyła New York Music Critics’ Circle Award. Wykładał w Swarthmore College (1956), New York College of Music (1963–1967) oraz Central Washington State College (1968–1975). Był prezesem National Association of American Composers and Conductors (1956–1960) i Amerykańskiego Stowarzyszenia Kompozytorów, Autorów i Wydawców (1960–1968).

## Twórczość
Należał do najpopularniejszych amerykańskich kompozytorów połowy XX wieku. Był twórcą konserwatywnym, reprezentującym kierunek umiarkowany, konwencjonalny. Kompozycje Crestona cechują się oryginalną rytmicznością, wyrazistymi liniami melodycznymi, swobodną harmoniką, przeważnie homofoniczną fakturą. Jego styl muzyczny można zaklasyfikować jako impresjonistyczny.
Skomponował m.in. balet A Tale about the Land (1940), sześć symfonii, Lydian Ode (1956), Choreographic Suite (1965), Thanatopsis (1971), Concertino na marimbę i orkiestrę (1940), koncerty saksofonowy, fortepianowy, na dwa fortepiany, na dwoje skrzypiec, na harfę oraz na puzon, Sādhāna na wiolonczelę i orkiestrę (1981), Missa cum jubilo na chór a capella (1968), The Nortwest na chór i orkiestrę (1969), trio fortepianiowe (1979), Ceremional na orkiestrę perkusyjną (1972), zbiór utworów fortepianowych Rhythmicon w 10 zeszytach (1977).
Opublikował dwie prace teoretyczne, Principles of Rhythm (1964) i Rational Metric Notation (1979).